# Preu de mercat
El preu de mercat és un concepte econòmic de gran aplicació tant en aspectes teòrics de la disciplina com en el seu ús tècnic i en la vida diària. El preu de mercat és el preu al qual un bé o servei pot comprar-se en un mercat concret.
De totes maneres, el concepte ha donat origen a discussions tant tècniques com teòriques en el desenvolupament de les ciències econòmiques. Aquestes discussions van des de la definició de què és un mercat fins que s'entén per preu, dificultats que tenen una importància especial en microeconomia, àmbit en el qual una de les funcions més importants de l'economista és la determinació de preus que maximitzin els guanys de l'empresa. La problemàtica, però, també s'estén a la macroeconomia, en la qual els càlculs sobre preus tenen un paper central en la determinació d'un hipotètic equilibri econòmic.